# Quatri partitu en cosmographia practica

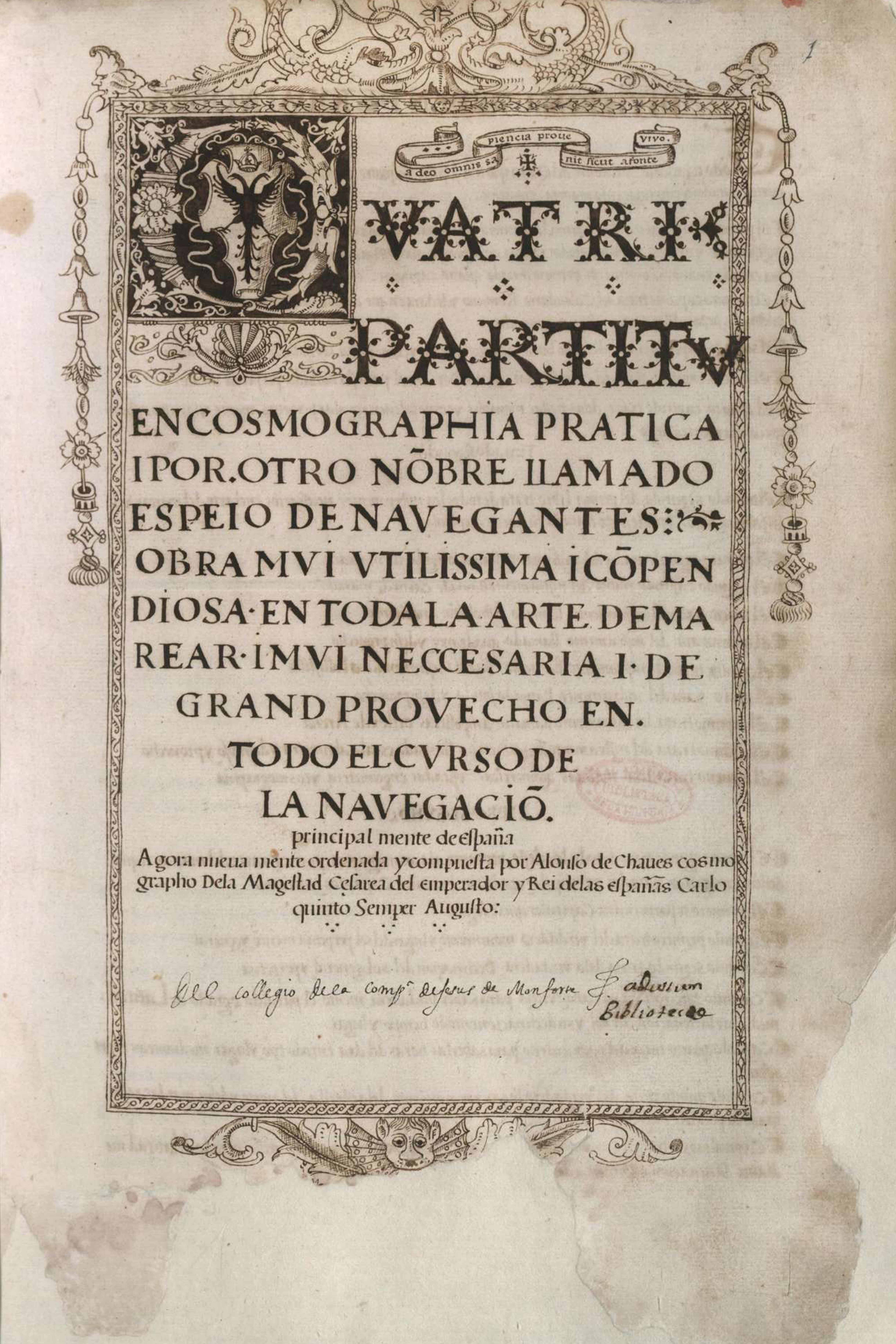
Titelseite des Lehrbuches Quatri Partitu

Das von Alonso de Chaves verfasste Manuskript Quatri partitu en cosmographia practica, auch Espejo de navegantes genannt, enthält alle praktischen und theoretischen Kenntnisse, die die Piloten benötigen, um vom Piloto Mayor der Casa de la Contratación in Sevilla als Piloto de la Carrera de Indias zugelassen zu werden.

## Autor
Der Consejo de Indias ernannte Alonso de Chaves (* 1495 in Trujillo, † 28. August 1587 in Sevilla) am 4. April 1528 offiziell zum Piloto Cosmógrafo y Maestro de hacer cartas y astrolabios e otras cosas para la navegación (Pilot Kosmograph und Meister der Anfertigung von Karten und Astrolabien und anderen Dingen für die Navigation) der Casa de la Contratación.
Während der Abwesenheit des Piloto Mayor Sebastiano Caboto, der eigentlich für die Ausbildung der Piloten zuständig war, erhielt Alonso de Chaves 1528 mit Zustimmung von Karl V. die außerordentliche Erlaubnis, in seinem Haus Piloten und Seeleute zu unterrichten, die den Gebrauch von Astrolabium, Quadranten, Seekarten usw. erlernen wollten. Nach der Rückkehr Sebastiano Cabotos kam es innerhalb der Casa de la Contratación zu Auseinandersetzungen zwischen ihm und Alonso de Chaves. Sebastián Caboto und Diego Gutiérrez, der offizielle Kosmograph der Casa de la Contratación, vertraten die Ansicht, dass praktische Kenntnisse für Piloten völlig ausreichten, während Alonso de Chaves davon überzeugt war, dass Navigatoren auch theoretische Kenntnisse benötigten.
Alonso de Chaves übernahm am 11. Juli 1552 das Amt des Piloto Mayor von Sebastiano Caboto, der sich nach England abgesetzt hatte. Nach dem Weggang Cabotos wurden die Führungspositionen in der Casa de la Contratación mit wissenschaftlich ausgebildeten Fachleuten besetzt. Im Jahr 1575, nach 47 Jahren als Kosmograf und 23 Jahren als Piloto Mayor, bat Alonso de Chaves um seine Pensionierung, da er sich alt und krank fühlte. Sein Antrag wurde jedoch abgelehnt und er musste bis 1587, dem Jahr seiner offiziellen Pensionierung, weiterarbeiten.
Durch einen königlichen Erlass vom 4. Dezember 1552 wurde an der Casa de la Contratación der erste Lehrstuhl für Kosmographie und Navigationskunst eingerichtet. Jerónimo de Chaves, der Sohn von Alonso de Chaves, wurde zum ersten Inhaber des Lehrstuhls ernannt.

## Inhalt
Das Manuskript Quatri partitu ist eine Zusammenfassung nautischer Anweisungen und theoretischer Informationen für den professionellen Navigator in vier Büchern (libro). Jedes Buch ist in Teile (tratado) und jeder Teil in Kapitel (capítulo) unterteilt.

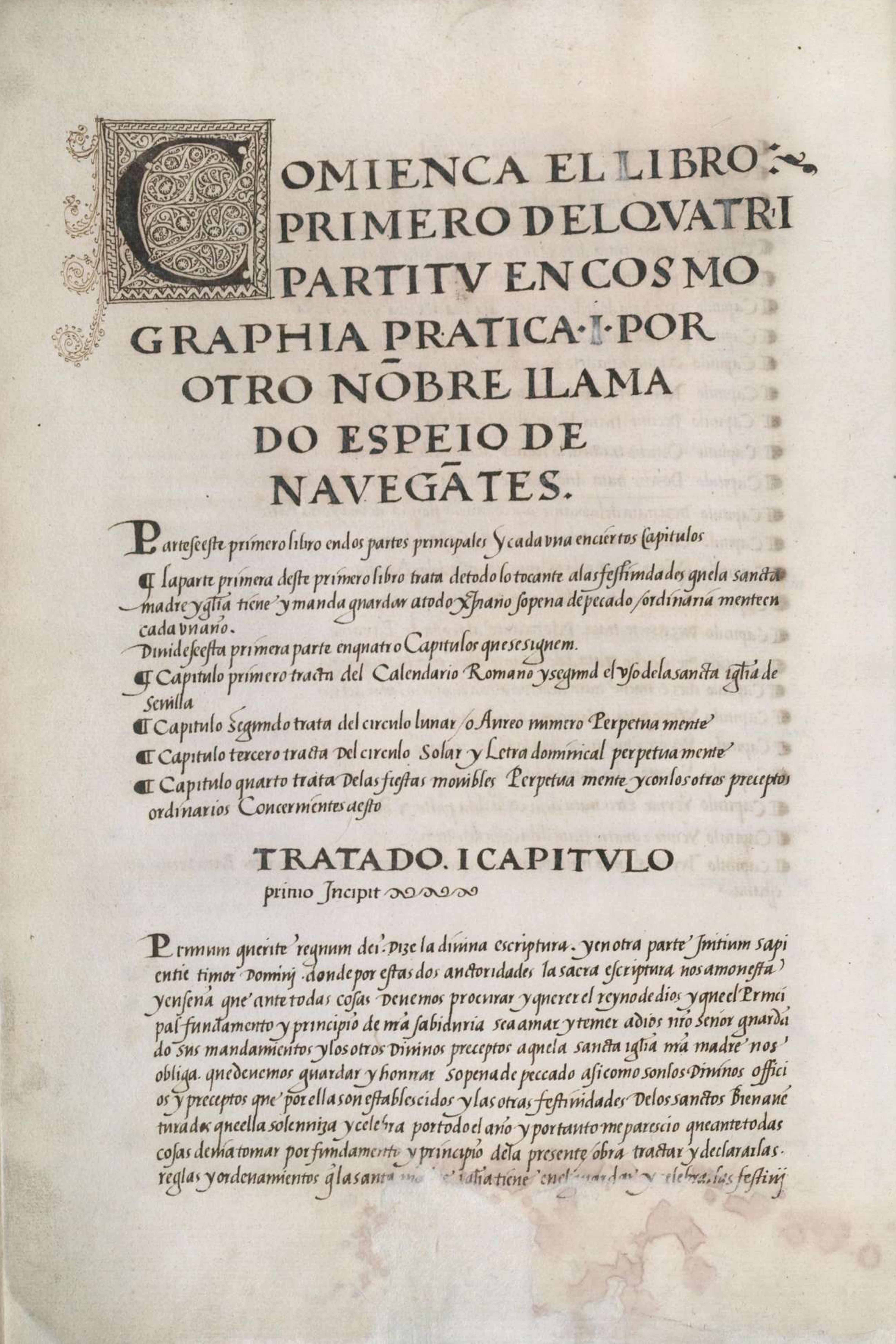
Beginn des ersten Buches der Quatri Partitu en Cosmigraphia pratica und mit anderem Namen Spiegel der Navigatoren genannt. Beginn des ersten Buches[Originaltext 1]
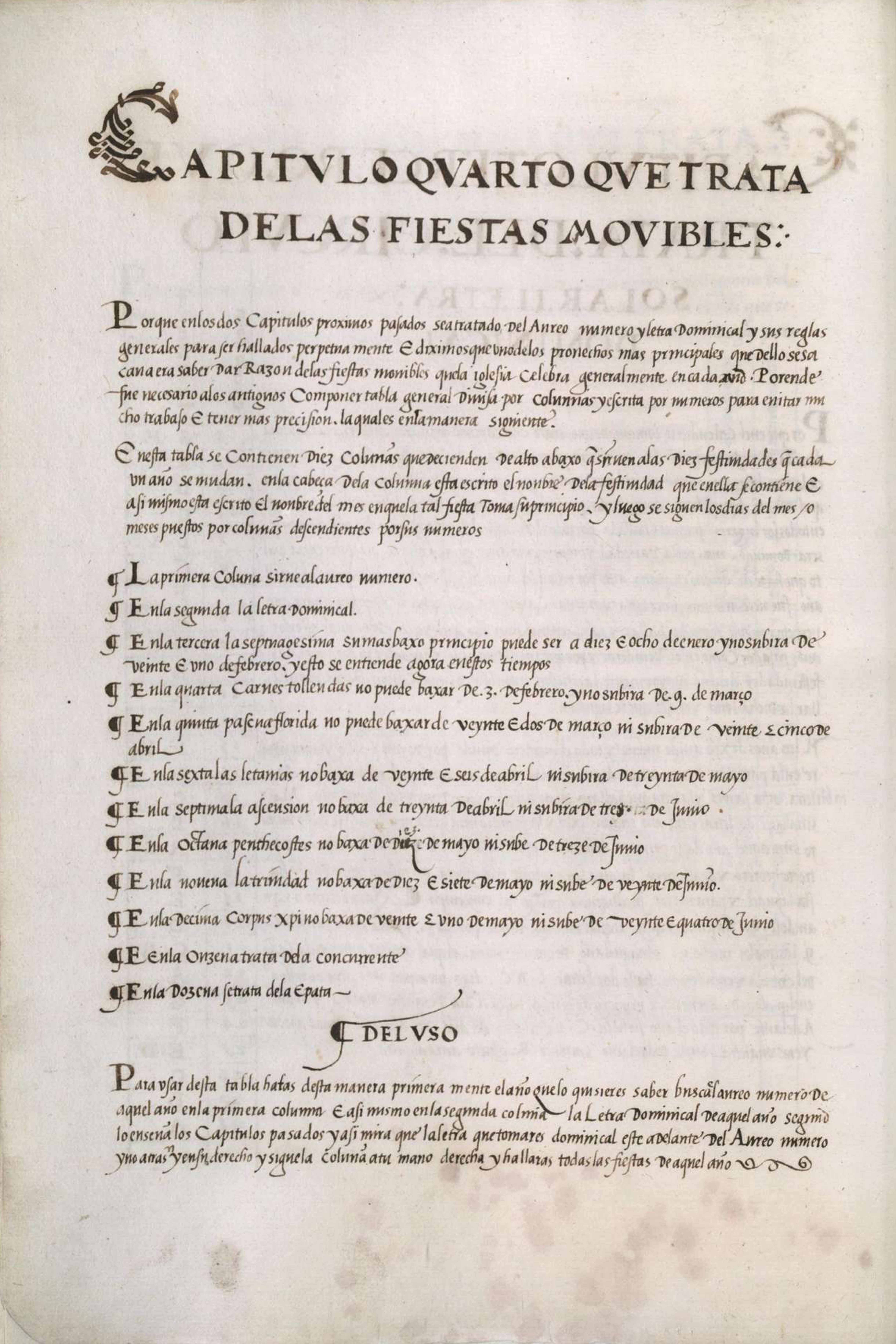
Kapitel vier das von den beweglichen Festen handelt[Originaltext 2]

Das erste Buch (libro primero) besteht aus zwei Teilen (tratado primero und tratado segundo). Der erste Teil enthält vier Kapitel über den Kalender und die christlichen Feiertage, der zweite Teil neun Kapitel über den Bau und die Verwendung nautischer Instrumente.

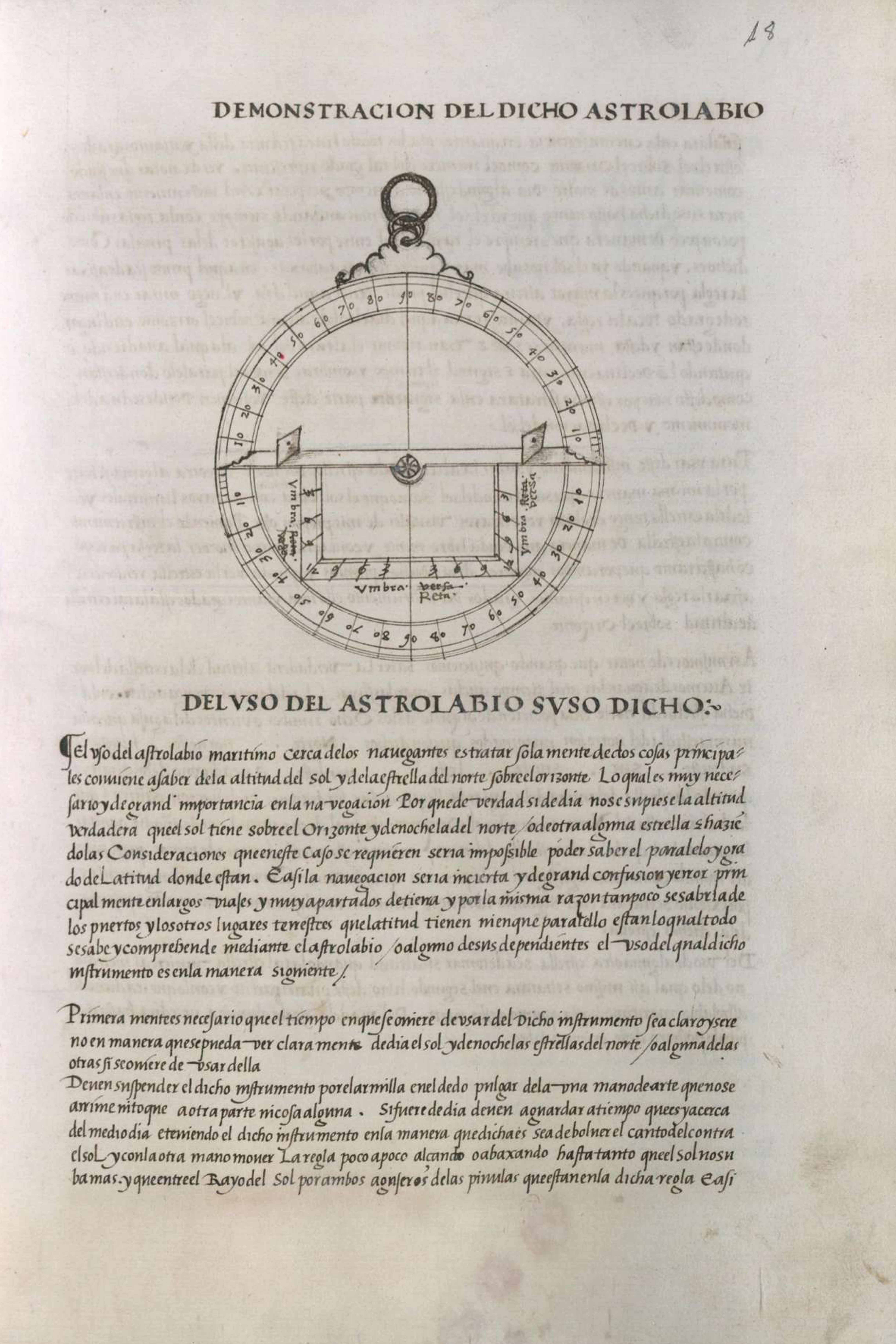
Darstellung des Astrolabiums Von dem Gebrauch des Astrolabiums[Originaltext 3]
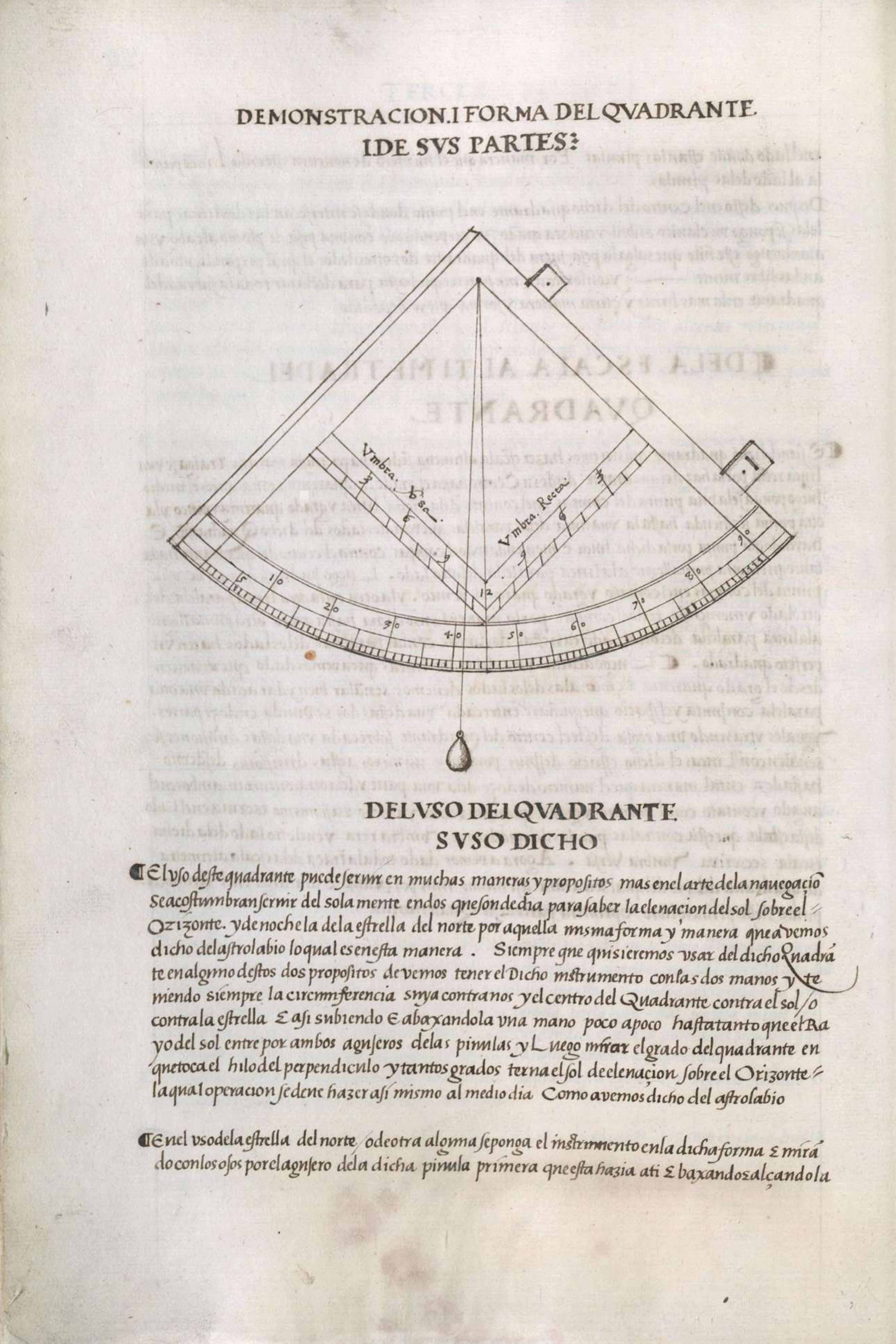
Darstellung der Form des Quadranten und seiner Teile Von dem Gebrauch des Quadranten[Originaltext 4]

Das zweite Buch (libro segundo) sollte aus fünf Teilen bestehen, aber nur der erste und der fünfte Teil wurden fertiggestellt. Im ersten Teil, der in neun Kapitel gegliedert ist, vollendete Alonso de Chaves nur die Kapitel eins bis vier. Im zweiten Buch stellt der Autor die wichtigsten Fakten des kosmographischen Wissens des 16. Jahrhunderts im Sinne der ptolemäischen Astronomie und der aristotelischen Physik dar. Der fünfte Teil befasst sich ausführlich mit der Wettervorhersage.

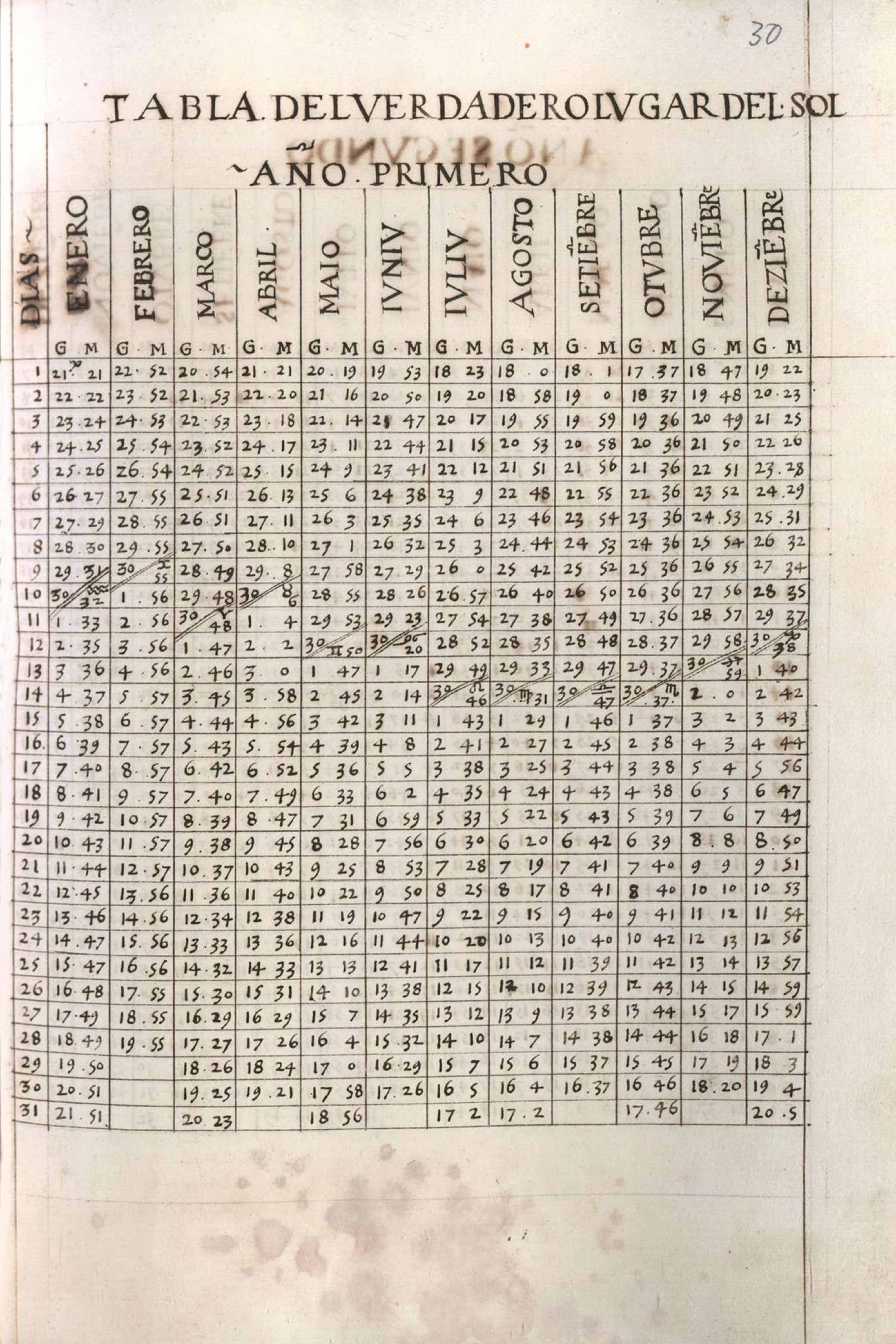
Tabelle des tatsächlichen Ortes der Sonne[Originaltext 5]
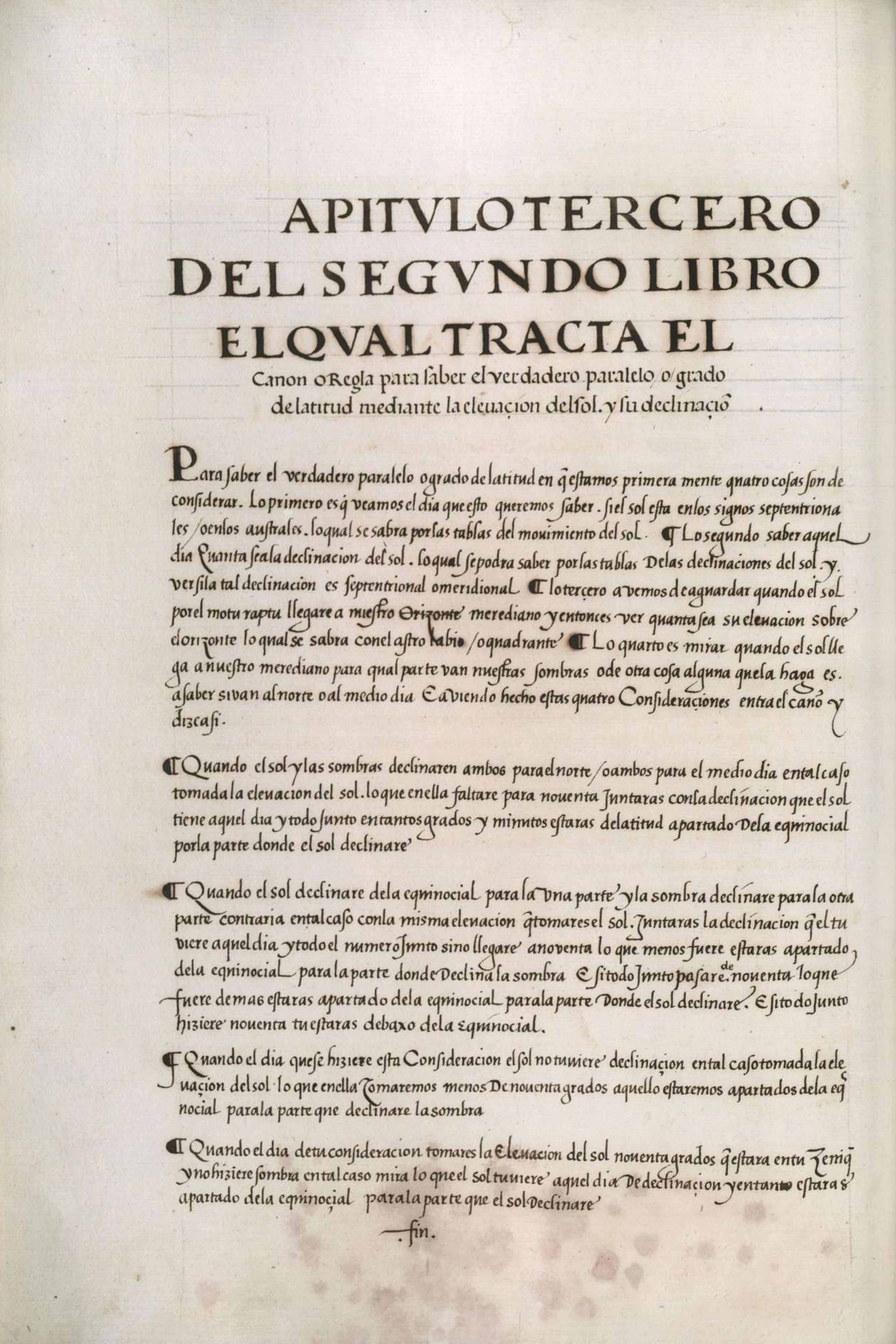
Kapitel drei des zweiten Buches, das sich mit dem Kanon oder der Regel zur Bestimmung des wahren Breitengrades durch die Höhe der Sonne und ihre Deklination befasst.[Originaltext 6]

Das dritte Buch (libro tercero) enthält Grundkenntnisse der Seefahrt wie Gezeiten, Schiffswracks, nautisches Vokabular (über Schiffe, Matrosen und Offiziere), Löhne, Schusswaffengebrauch auf See und Seekriegsführung.

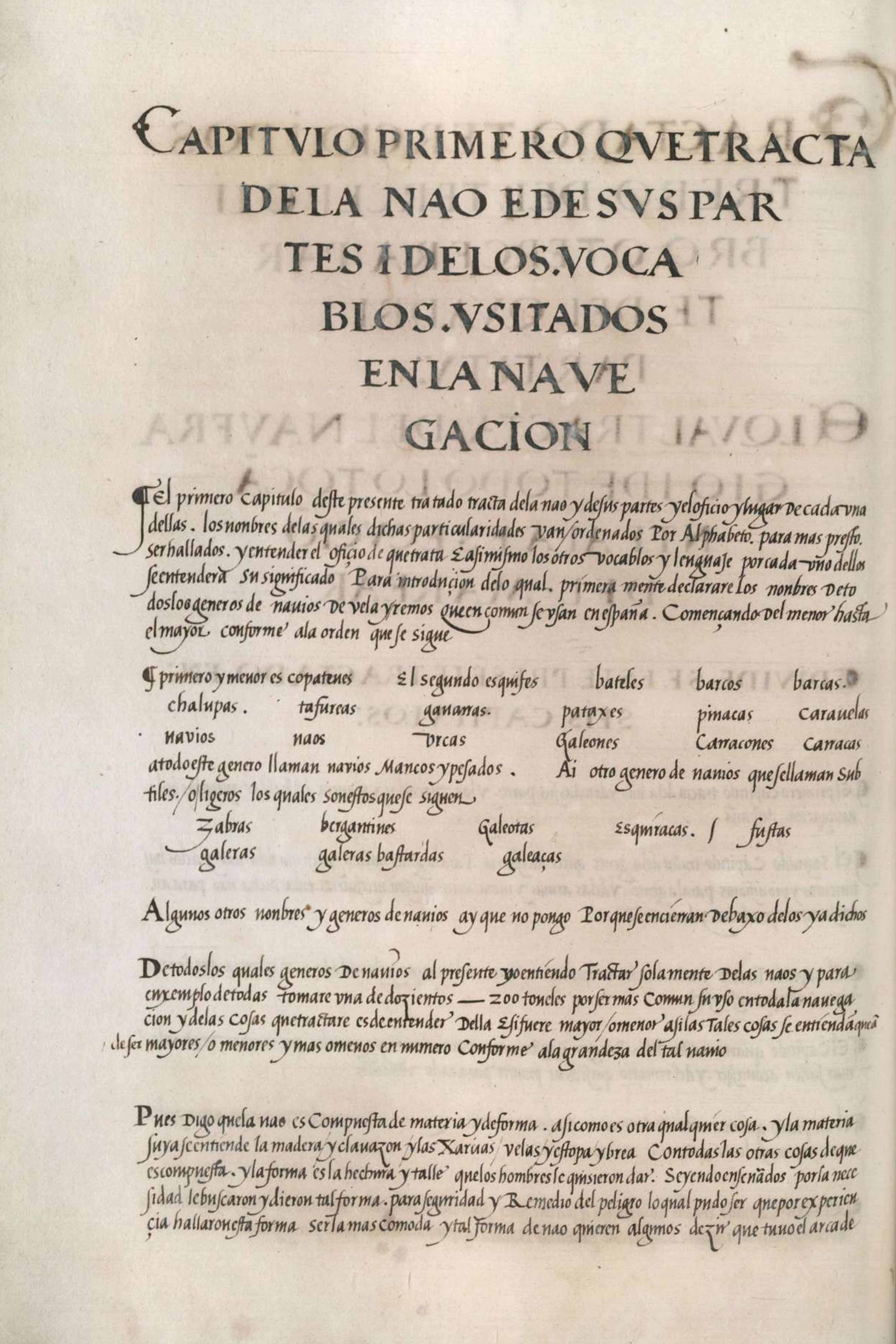
Erstes Kapitel das vom Schiff und seinen Teilen handelt und den Begriffen die in der Navigation verwendet werden[Originaltext 7]
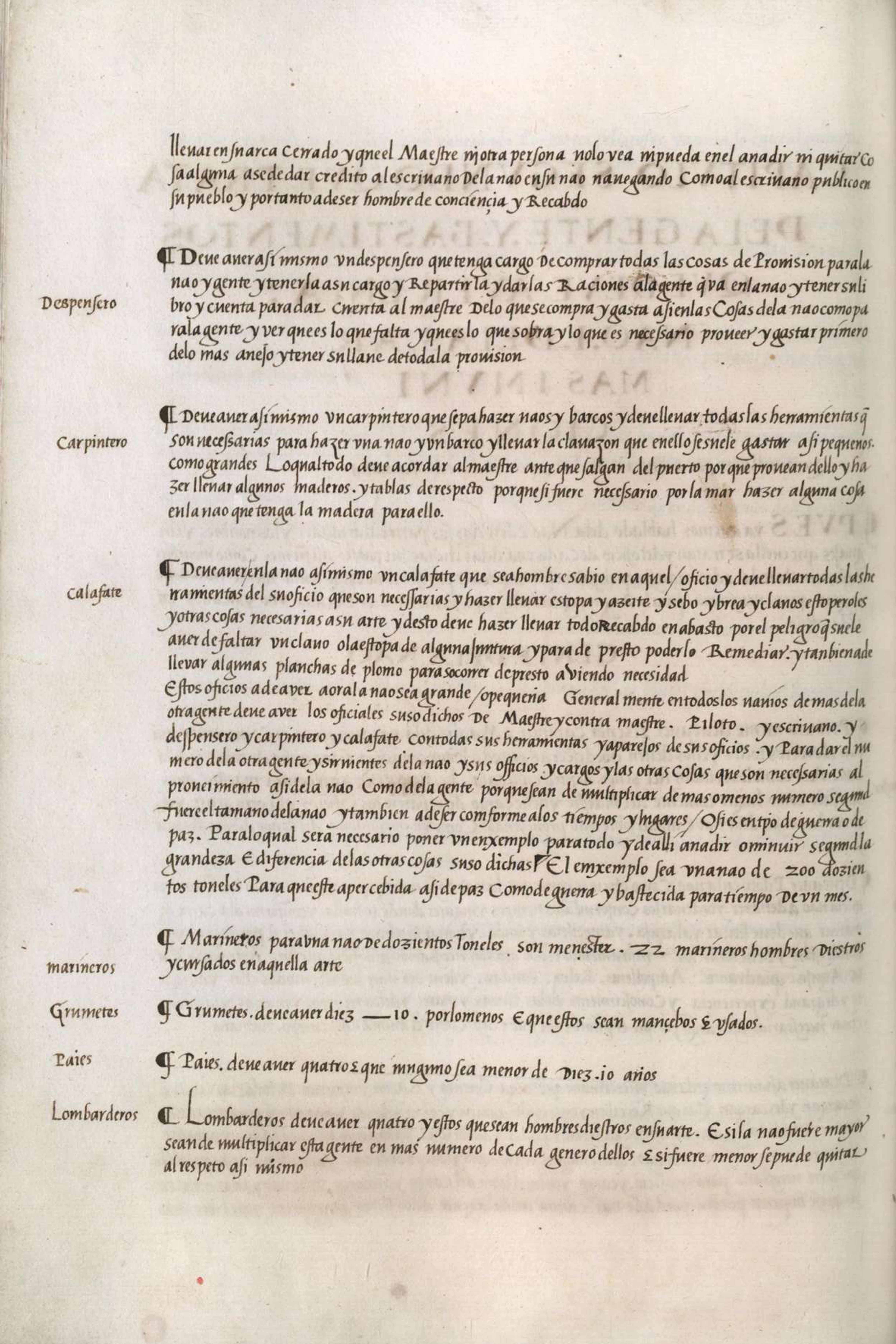
Überschrift der vorhergehenden Seite: Zweites Kapitel das von den Leuten und Bauwerken handelt die auf dem Schiff sein müssen und den Waffen und der Munition[Originaltext 8]

Im vierten und letzten Buch (libro cuarto y último) beschäftigt sich Alonso de Chaves vor allem mit den Reisen und der Navigation in allen Teilen der Indias, den Inseln und dem Festland. Er beschreibt den Weg von und nach Amerika mit einer alphabetisch geordneten Liste von Orten, mit Angabe ihrer Position sowie der Entfernungen und Richtungen zu den nächstgelegenen Bezugshäfen. Bei diesem Teil scheint es sich um die textliche Grundlage für die Herstellung des Padrón Real zu handeln.

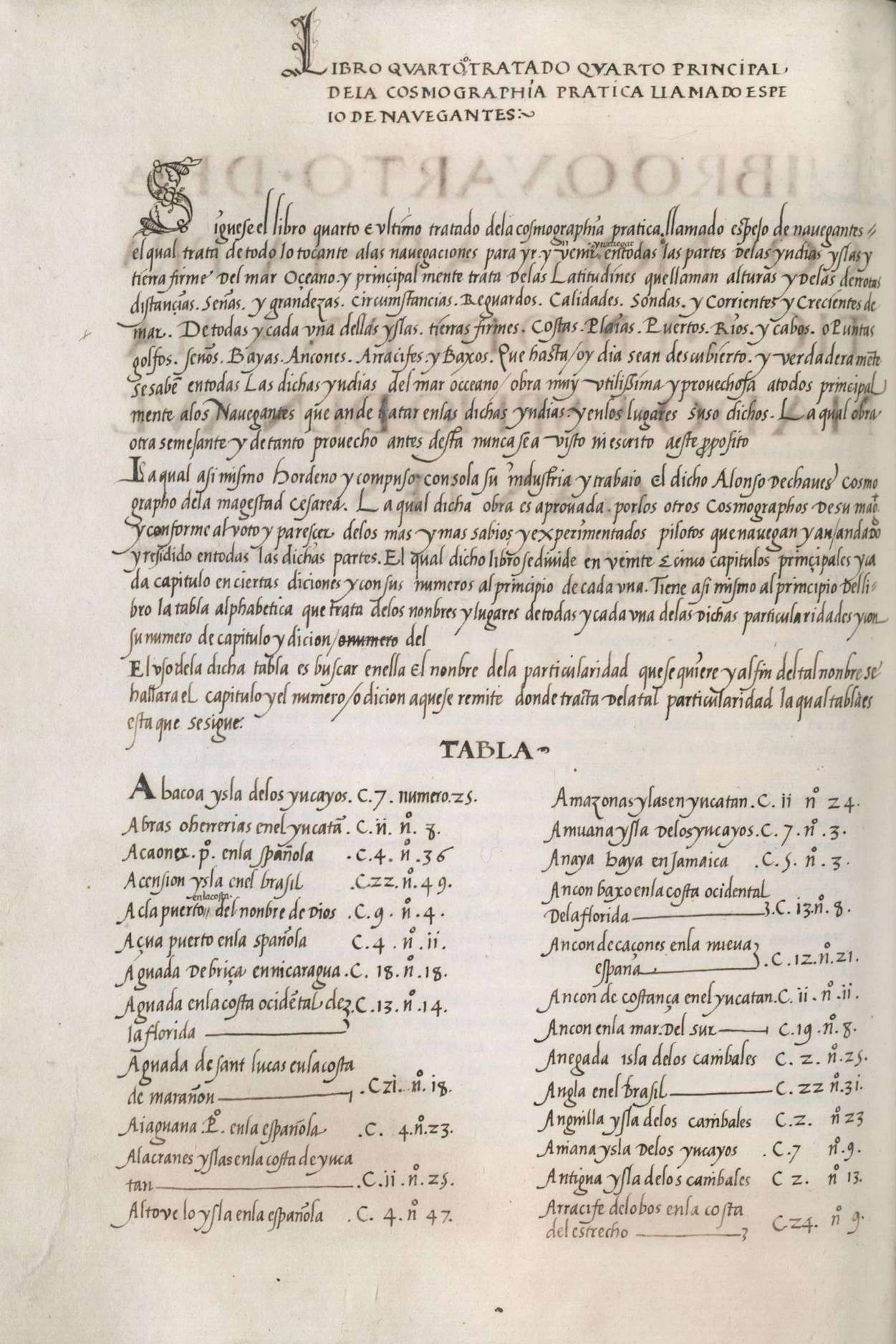
Der Zweck dieser Tabelle ist es den Namen eines Ortes zu suchen. Hinter dem Namen sind das Kapitel und die Nummer der Tabelle verzeichnet, in der der Ort aufgeführt wird.[Originaltext 9]
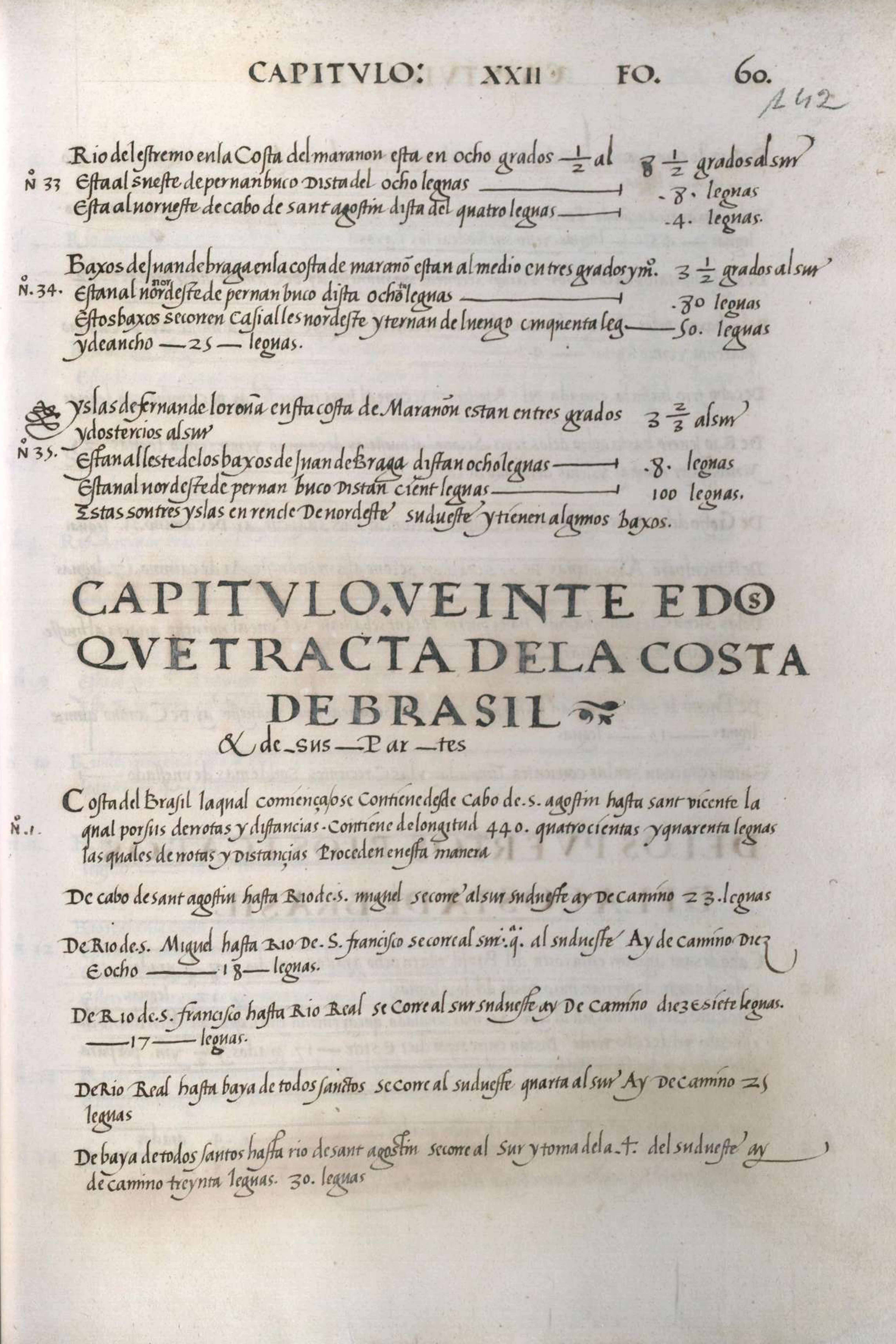
Kapitel 22 das von der Küste Brasiliens handelt und von seinen Teilen[Originaltext 10]

## Ziel des Werkes
Seit 1508 war die Casa de Contratación für die Ausbildung und Prüfung der Piloten, die Verbesserung der Navigationsinstrumente und die Herstellung von Seekarten zuständig. Im Laufe der Zeit änderten sich die Ziele und Inhalte der Ausbildung. Die Vorrangstellung des praktischen Wissens, das sich aus der maritimen Tätigkeit der Seeleute und Fischer ergab, wurde zugunsten eines wissenschaftlicheren Ansatzes zurückgedrängt. Die neuen Verantwortlichen waren sich der Notwendigkeit bewusst, die Navigation von einem Handwerk zu einer Wissenschaft zu erheben. Quatri partitu ist das erste bekannte Lehrbuch, das in der Casa de Contratación für den Unterricht in Kosmographie, Astronomie und Navigation verwendet wurde. Es ist vermutlich um das Jahr 1536 entstanden und zeigt den neuen wissenschaftlichen Ansatz den sein Autor bei der Ausbildung der Piloten anstrebte.
Der Text von Quatri partitu ist nur in einem einzigen Manuskript im Folioformat erhalten, das in der Real Academia de la Historia aufbewahrt wird. Das Werk blieb bis 1983 unveröffentlicht. Der Grund dafür, dass der Text nicht zu seiner Entstehungszeit gedruckt wurde, lag sicherlich darin, dass alle Informationen über den Verkehr mit Amerika gegenüber Außenstehenden geheim gehalten werden mussten. Später entstandene Werke der Pilotos Mayores der Casa de la Contratacion, wie das 1581 von Rodrigo Zamorano mit der Genehmigung des Consejo de Castilla veröffentlichte Compendio del arte de navegar wurden ins Englische, Niederländische und Portugiesische übersetzt.

## Originaltext
1. ↑  COMIENCA EL LIBRO PRIMERO DEL QUATRI PARTITU EN COSMOGRAPHIA PRATICA I POR OTRO NÕBRE LLAMADADO ESPEIO DE NAVEGÃTES
2. ↑  CAPITULO QUARTO QUE TRATA DE LAS FIESTAS MOBILES
3. ↑  DEMONSTRAION DEL DICHO ASTROLABIO
DEL VSO DEL ASTROLABIO SVSO DICHO
4. ↑  DEMONSTRCION I FORMA DEL QVADRANTE I FORMA DEL QUADRANTE I DE SVS PARTES
DEL USO DEL QUADRANTE SUSO DICHO
5. ↑  TABLA DEL VERDADERO LVGAR DEL SOL
6. ↑  CAPITULO TERCERO DEL SEGUNDO LIBRO EL QUAL TRACTA EL Canon o Regla para saber el verdadero paralelo o grade de latitud medante la elevación del sol y su declinaçiõ
7. ↑  CAPITULO PRIMERO QUE TRACTA DE LA NAO E DE SUS PARTES I DE LOS VOCABLOS VSITADOS EN LA NAVEGACION
8. ↑  CAPITULO SEGVNDO QUE TRATA DE LA GENTE Y BASTIMENTOS QUE DEVE AVER EN LA NAO I DE LAS ARMAS I MUNICIONES
9. ↑  El vso dela dicha tabla es buscar enella el nombre dela particularidad que se quiere y al fin de tal nombre se hallara el capitulo y el numero / dicien aquese remite donde traita delatal particularidad la qual tabla es esta que se signe.
10. ↑  CAPITULO VEINTE E DOS QUE TRACTA DE LA COSTA DE BRASIL & de sus Partes